# Masaki Yanagawa
Masaki Yanagawa (jap. 柳川 雅樹, Yanagawa Masaki; * 1. Mai 1987 in der Präfektur Hyōgo) ist ein ehemaliger japanischer Fußballspieler.

## Karriere

### Verein
Yanagawa erlernte das Fußballspielen in der Jugendmannschaft von Vissel Kobe. Seinen ersten Vertrag unterschrieb er 2006 bei Vissel Kobe. Der Verein spielte in der zweithöchsten Liga des Landes, der J2 League. Am Ende der Saison 2006 stieg der Verein in die J1 League auf. 2010 wurde er an den Zweitligisten Ventforet Kofu ausgeliehen. 2011 kehrte er nach Vissel Kobe zurück. Im Juli 2011 wechselte er zum Zweitligisten Thespa Kusatsu. 2012 wechselte er zum Ligakonkurrenten Tochigi SC. 2013 wechselte er zum Ligakonkurrenten Gainare Tottori. Am Ende der Saison 2013 stieg der Verein in die J3 League ab. Danach spielte er bei Global Makati (2015) und JPV Marikina (2016–2017). Ende 2017 beendete er seine Karriere als Fußballspieler.

### Nationalmannschaft
Mit der japanischen U20-Nationalmannschaft qualifizierte er sich für die Junioren-Fußballweltmeisterschaft 2007.